# 路易·塞居拉
路易·塞居拉（法語：Louis Ségura，1889年7月23日—1963年），法国男子竞技体操运动员。他曾获得1912年夏季奥运会男子个人全能银牌和1908年夏季奥运会男子个人全能铜牌。